# 埃塞尔·巴里摩尔剧院
埃塞尔·巴里摩尔剧院（Ethel Barrymore Theatre）是美国纽约市曼哈頓中城剧院区西47街241号的一座百老匯劇院。它于1928年开业，由赫伯特·J·克拉普为舒伯特组织设计，采用伊丽莎白时代、地中海和亚当风格。该剧院以女演员埃塞尔·巴里摩尔的名字命名，有1,058个座位，至今仍由舒伯特組織经营。其立面和观众席都属纽约市地标。
它于1928年12月20日开业，是舒伯特家族在大萧条前开发的最后一座剧院。埃塞尔·巴里摩尔直到1932年才与舒伯特兄弟合作。自开业以来，巴里摩尔一直就是一座剧院，没有被挪作他用，是少数从未出售或改名的百老汇剧院之一。它在1980年代和2000年代进行了翻新。